# Арцишевский, Томаш
То́маш Стефан Арцише́вский (пол. Tomasz Stefan Arciszewski; 4 ноября 1877, Щежховы, Царство Польское, Российская империя — 20 ноября 1955, Лондон, Великобритания) — польский государственный и политический деятель, премьер-министр правительства Польши в изгнании в 1944—1947 годах.

## Ранние годы
Томаш Арцишевский родился в маленьком городке, лежащем между Варшавой и Лодзью, в семье Миколая Арцишевского, ветерана Польского восстания 1863 года, и Хелены, урождённой Млынарской. Посещал технические училища в Любани и Радоме, позднее работал на металлическом заводе в Сосновце, в регионе Заглембе.

## Революционная деятельность
В 1896 году вступил в Польскую социалистическую партию, принимал участие в забастовках, из-за чего был уволен. В 1898—1900 годах находился за границей, жил в Лондоне и Бремене, был активистом Ассоциации польских социалистов в изгнании. В 1900 году вернулся в Польшу, был арестован и провёл в заключении 3 года. В 1904 году Арцишевский вступил в Боевую организацию Польской социалистической партии. Там он познакомился с Юзефом Пилсудским и в 1906 году вошёл с ним в Польскую социалистическую партию — революционную фракцию. Будучи членом Боевой организации, организовывал покушения на высокопоставленных российских чиновников, принял участие в Безданском ограблении почтового поезда и похищении 200 тысяч рублей. С началом Первой мировой войны Арцишевский вступил в один из Польских легионов, входивших в состав армии Австро-Венгрии.

## В независимой Польше
После обретения Польшей независимости в 1918 году Арцишевский был министром труда и социального развития в правительстве Игнацы Дашинского, министром почт и телеграфов в правительстве Енджея Морачевского. С 1919 года стал членом Сейма от Польской социалистической партии, бывшей в оппозиции отошедшему от левых идей Юзефу Пилсудскому, отношения с которым у Арчишевского стали напряжёнными. Был одним из лидеров Центролева.

## Вторая мировая война и эмиграционное правительство
В сентябре 1939 года Арцишевский принимал участие в обороне Варшавы как один из командиров рабочих добровольческих батальонов. После оккупации страны ушёл в подполье. В октябре 1939 года вместе с Казимежем Пужаком инициировал создание подпольной Польской социалистической партии — Свобода, Равенство, Независимость, стал её председателем до июля 1944 года. Принимал участие в Совете национального единства, игравшего роль парламента при подпольном правительстве Яна Янковского. Незадолго до Варшавского восстания 1944 года Арцишевского эвакуировали в Лондон, где осенью 1944 года он занял пост премьер-министра Правительства Польши в изгнании. Черчилль приказал избавиться от правительства Арцишевского. 

## Послевоенные годы
В отличие от своего предшественника на посту премьер-министра, Станислава Миколайчика, Арцишевский не пытался найти компромисса с Советским Союзом по поводу послевоенного устройства Польши, а целиком полагался на поддержку западных стран. Его усилия, впрочем, не изменили неуклонного пути Польши к социалистическому строю, и летом 1947 года Арцишевский подал в отставку. Он остался в Лондоне, где и провёл последние годы жизни и был похоронен на Бромптонском кладбище в Лондоне.